# シンガポール関係記事の一覧
シンガポール関係記事の一覧（シンガポールかんけいきじのいちらん）

## 英数字・記号
- .sg
- ASEAN自由貿易地域

## あ行
- アジアエックス
- アジア太平洋経済協力
- イメージ・オブ・シンガポール博物館

## か行
- 外務大臣 (シンガポール)
- 華僑
- グッドウッド・パーク・ホテル
- グランド・ハイアット・シンガポール
- ケパル港
- ゴー・チョク・トン
- コンラッド・センテニアル・シンガポール

## さ行
- ザ・フラトン・シンガポール
- ザ・リッツ・カールトン・ミレニア・シンガポール
- シェラトン・タワーズ・シンガポール
- ジャック・ネオ
- シャングリ・ラ・ホテル・シンガポール
- ジョホール海峡
- シンガポール
- シンガポール海峡
- シンガポール華僑粛清事件
- シンガポール川
- シンガポール共和国の歴史
- シンガポールにおける長髪
- シンガポールの銀行の一覧
- シンガポールの国歌
- シンガポールの地理
- シンガポール・スリング
- シンガポール・チャンギ国際空港
- シンガポール・マリオット・ホテル
- 人民行動党
- 進めシンガポール
- スリ・マリアマン寺院
- セレター空港

## た行
- チャンギ車両基地
- 東南アジア
- 東南アジア諸国連合

## な行
- ナイトサファリ

## は行
- ヒルトン・シンガポール
- フォーシーズンズ・ホテル・シンガポール
- フレグランス・ホテル
- プラナカン博物館
- ホテル81

## ま行
- マーライオン
- マーライオン公園
- マス・ラピッド・トランジット
- マリーナ・マンダリン・シンガポール
- マンダリン・オリエンタル・シンガポール
- メリタス・マンダリン・シンガポール

## や行
- ユソフ・ビン・イサーク

## ら行
- ラッフルズ・ホテル
- リー・クアンユー
- リー・シェンロン